# Luca Banchi
Luca Banchi (Grosseto, 1º agosto 1965) è un allenatore di pallacanestro italiano  commissario tecnico  della Lettonia.

## Carriera

### Club
Inizia ad allenare nelle squadre giovanili del Basket Grosseto; in seguito è vice allenatore alle Forze Armate Vigna di Valle e all'Affrico Firenze. Dal 1987 al 1999 allena la squadra juniores del Basket Livorno, con cui vince 3 titoli nazionali nel 1995, 1996, 1997.
Viene promosso a capo allenatore del Basket Livorno in Serie A2. Nel 1999 fa il suo esordio su una panchina della massima serie guidando la Pallacanestro Trieste per un biennio, prima di tornare a Livorno, nel frattempo promossa in Serie A. Seguiranno due esperienze in Legadue a Trapani e Jesi.
Nel 2006 diventa il vice allenatore dell'esordiente Simone Pianigiani alla Mens Sana Siena, con cui vince 6 scudetti consecutivi  (dal 2006-07 al 2011-12), 5 Supercoppe italiane (dal 2007 al 2011), 4 Coppe Italia (dal 2009 al 2012).
Nel giugno 2012 subentra allo stesso Pianigiani nel ruolo di capo allenatore della Mens Sana. Il 10 febbraio 2013 vince al Forum di Assago la Coppa Italia, grazie alla vittoria in finale su Varese per 77-74, mentre il 19 giugno successivo vince anche il suo primo scudetto da capo allenatore, anche se poi sarà revocato, come la Coppa Italia, per illeciti amministrativi della società.
Il 1º luglio 2013 passa ufficialmente alla guida dell'Olimpia Milano, che conduce alla conquista del suo ventiseiesimo scudetto. Prima di lui, nessun allenatore era riuscito a vincere uno scudetto con l'Olimpia al suo primo anno di permanenza a Milano. Con questo successo ha inoltre replicato l'impresa di Carlo Recalcati, unico allenatore capace di vincere due scudetti consecutivi con due squadre diverse. Il 25 giugno 2015, dopo una stagione negativa, dove Milano ha perso la finale di Coppa Italia ed è stata eliminata nella semifinale play-off (in entrambi i casi dalla Dinamo Sassari), viene sollevato dall'incarico. Per la stagione 2015-16 al posto di Banchi viene ingaggiato come allenatore Jasmin Repeša. Il 25 maggio 2017 viene annunciato come nuovo allenatore dell'Auxilium Pallacanestro Torino con cui conclude il girone di andata della stagione 2017-18 al quinto posto in classifica centrando la qualificazione alle Final Eight di Coppa Italia, oltre a raggiungere le Top 16 di EuroCup. Il 15 gennaio 2018 rassegna le dimissioni da capo allenatore della squadra per divergenze con la dirigenza.
Il 3 marzo 2018 viene chiamato a sostituire il connazionale Andrea Trinchieri al Bamberger, con un contratto fino alla fine della stagione che terminerà con la semifinale play-off della Bundesliga e il dodicesimo posto in Eurolega.
Il 1º luglio 2018 viene ingaggiato come capoallenatore dal AEK Atene militante nella Basketball Champions League dove arriva ai quarti di finale e nella semifinale playoff del campionato ellenico.
L'anno successivo cambia ancora nazione firmando un contratto annuale con il club russo del Lokomotiv Kuban', dove rimane fino al 15 dicembre 2019.
Il 20 ottobre 2021 viene chiamato sulla panchina della Victoria Libertas Pesaro subentrando al dimissionario Aza Petrović.
Il 16 Novembre 2022 Banchi firma per la Strasburgo IG, e la aiuta a risalire da ultima fino ai playoff al termine della stagione regolare, insieme a una qualificazione ai playoff della Basketball Champions League
Il 15 settembre 2023, a pochi giorni di distanza dallo storico risultato con la Lettonia al Mondiale, viene ingaggiato come capo allenatore della Virtus Bologna che aveva appena esonerato Sergio Scariolo a causa di alcune sue dichiarazione controverse sul roster della Virtus, nonostante il campionato non fosse ancora iniziato. Finisce la stagione con i play-in in Eurolega  e con la finale scudetto persa con l' Olimpia Milano.
Nella stagione successiva, nonostante si trovi al secondo posto in classifica di SerieA, dopo la sconfitta casalinga con l'Alba Berlino e con la squadra ultima in Eurolega, il 5 dicembre 2024 si dimette.
Il 7 gennaio 2025, viene ingaggiato dall’Anadolu Efes, in seguito alle dimissioni e conseguente ricollocamento a vice-allenatore di Tomislav Mijatovic, tornando così in Eurolega.

### Nazionale
Ha guidato l'Italia under 20 nel 2001, con cui ha vinto il "Challenge Round" disputato in Ucraina. Nello stesso anno ha vinto la medaglia di bronzo alla guida dell'Italia sperimentale ai XIV Giochi del Mediterraneo. Nel 2004 ha centrato il secondo posto ai Mondiali Militari in Croazia con Nazionale di categoria.
Il 25 marzo 2021 diventa capo allenatore della Lettonia, che in estate guida al suo miglior piazzamento di sempre con lo storico 5º posto al Campionato mondiale 2023. Viene inoltre premiato come miglior allenatore del torneo.

## Palmarès

### Squadra
- Campionato italiano: 1

Milano: 2013-2014
- Campionato italiano: 1 (revocato)

Mens Sana Siena: 2012-2013
- Coppa Italia: 1 (revocato)

Mens Sana Siena: 2013
- Coppa Intercontinentale: 1

AEK: 2019
- Supercoppa italiana: 1

Virtus Bologna: 2023

### Individuale
- FIBA World Cup 2023 Best Coach[13]